# Carlos Muñoz (surf)
Pour les articles homonymes, voir Carlos Muñoz.
Carlos Alberto Muñoz Herrera est un surfeur professionnel international costaricien.

## Biographie
Carlos Muñoz est né à Granada, au Nicaragua, mais ses parents déménagent deux mois après sa naissance à Esterillos Oeste, dans la ville de Puntarenas, au Costa Rica. Il apprend à surfer à l'âge de 10 ans, sans même savoir nager. Il participe ensuite à ses premières compétitions en catégorie junior, puis en 2014, il devient le premier costaricien à participer à une épreuve du Championship Tour à l'occasion du Hurley Pro at Trestles organisé à Huntington Beach, aux États-Unis.

## Palmarès et résultats

### Saison par saison
- 2012 :
  - 3e du Quiksilver Surf Open Acapulco à Acapulco (Mexique)[2]

- 2013 :
  - 3e du Pantin Classic Galicia Pro à La Corogne (Espagne)[3]
  - 3e du Cascais Billabong Pro à Cascais (Portugal)[4]

- 2014 :
  - 3e du O'Neill SP Prime à Maresias (Brésil)[5]

### Classements
| Année             | 2011 | 2012 | 2013 | 2014 |
| ----------------- | ---- | ---- | ---- | ---- |
| Qualifying Series | 312e | 136e | 43e  | 26e  |